# Sälshög
Sälshög är en by, belägen vid korsningen mellan länsväg M 1560 och länsväg M 1561, 1,5 kilometer norr om Tomelilla i Tryde socken i Tomelilla kommun. Från 2015 avgränsar SCB här en småort.